# Ambroży (Moriew)
Ambroży, imię świeckie Aleksiej Iwanowicz Moriew (ur. 1785, zm. 3 października?/15 października 1854) – rosyjski biskup prawosławny.
Był synem kapłana prawosławnego. Ukończył seminarium duchowne w Twerze, a następnie seminarium przy Ławrze św. Aleksandra Newskiego w Petersburgu. W 1806 złożył wieczyste śluby mnisze. W 1813 został prefektem seminarium duchownego w Nowogrodzie, od 1816 był także archimandrytą monasteru św. Antoniego Rzymianina w Nowogrodzie. W 1822 został przeniesiony na stanowisko rektora seminarium duchownego w Orle.
17 czerwca 1823 został wyświęcony na biskupa orenburskiego i ufimskiego. W swojej eparchii zwracał szczególną uwagę na wykształcenie duchowieństwa, powołał do życia pierwsze jednowiercze placówki duszpasterskie. Po pięciu latach przeniesiony na katedrę wołyńską. Jako biskup wołyński zajmował się reorganizacją życia w Ławrze Poczajowskiej, rok wcześniej odebranej bazylianom i zwróconej mnichom prawosławnym. Aby zapewnić szybkie wykorzenienie unickich tradycji z monasteru, biskup Ambroży poprosił biskupów kijowskiego i czernihowskiego o skierowanie do Poczajowa mnichów z podległych im klasztorów. W 1832 został biskupem niżnonowogrodzkim, zaś w 1835 – biskupem penzeńskim. Jego przeniesienie na mniej prestiżową katedrę było efektem bezpodstawnego usunięcia ze stanu duchownego grupy diakonów, a następnie krytyki decyzji Synodu odwołującej jego postanowienia. W Penzie biskup Ambroży pozostawał pod tajnym nadzorem policyjnym. Zmarł w 1854.